# México nos Jogos Paralímpicos de Verão de 2012
O México participou dos Jogos Paralímpicos de Verão de 2012, que aconteceram na cidade de Londres, no Reino Unido.

## Medalhistas
| Atleta                   | Esporte              | Evento                          | Medalha |
| ------------------------ | -------------------- | ------------------------------- | ------- |
| Amalia Perez             | Levantamento de peso | Até 60 kg feminino              | Ouro    |
| Gustavo Sanchez Martinez | Natação              | 100 metros livre masculino - S4 | Ouro    |
| Perla Bárcenas           | Levantamento de peso | Mais de 82.5 kg feminino        | Bronze  |

## Desempenho

### Bocha
| Atleta                 | Evento         | Fase de Grupos/ Eliminatória | Fase de Grupos/ Eliminatória | 16 Avos              | Oitavas de final     | Quartas de final     | Semifinal            | 3°lugar Final        | 3°lugar Final |
| Atleta                 | Evento         | Adversário Resultado         | Pos                          | Adversário Resultado | Adversário Resultado | Adversário Resultado | Adversário Resultado | Adversário Resultado | Pos           |
| ---------------------- | -------------- | ---------------------------- | ---------------------------- | -------------------- | -------------------- | -------------------- | -------------------- | -------------------- | ------------- |
| Eduardo Ventura Flores | Individual BC1 | SVK J. Nagy V 6-1            | -                            | HKG M. Lung D 2-6    | Não avançou          | Não avançou          | Não avançou          | Não avançou          | Não avançou   |

### Levantamento de peso
Masculino
| Atletas                           | Evento   | Resultado | Posição |
| --------------------------------- | -------- | --------- | ------- |
| Porfirio Francisco Arredondo Luna | -82.5 kg | 195,0     | 5º      |
| Jose de Jesus Castillo Castillo   | -90 kg   | NM        | NM      |

Feminino
| Atletas               | Evento   | Resultado | Posição |
| --------------------- | -------- | --------- | ------- |
| Laura Cerero Gabriel  | -44 kg   | NM        | NM      |
| Amalia Perez          | -60 kg   | 135,5     |         |
| Catalina Diaz Vilchis | -82.5 kg | 128,0     | 4º      |
| Perla Bárcenas        | +82.5 kg | 135,0     |         |

### Natação
Masculino
| Atletas                  | Evento                | Preliminares | Preliminares | Final       | Final       |
| Atletas                  | Evento                | Marca        | Posição      | Marca       | Posição     |
| ------------------------ | --------------------- | ------------ | ------------ | ----------- | ----------- |
| Gustavo Sanchez Martinez | 50 metros livre - S4  | 39s48 Q      | 3º           | 39s97       | 5º          |
| Arnulfo Castorena        | 50 metros livre - S4  | 1min03s49    | 15º          | Não avançou | Não avançou |
| Enrique Perez Davila     | 50 metros livre - S7  | 32s41        | 13º          | Não avançou | Não avançou |
| Gustavo Sanchez Martinez | 100 metros livre - S4 | 1min24s79 Q  | 2º           | 1min24s28   |             |

Feminino
| Atletas                            | Evento                   | Preliminares | Preliminares | Final       | Final       |
| Atletas                            | Evento                   | Marca        | Posição      | Marca       | Posição     |
| ---------------------------------- | ------------------------ | ------------ | ------------ | ----------- | ----------- |
| Matilde Estefania Alcazar Figueroa | 200 metros medley - SM12 | 3min07s19    | 14º          | Não avançou | Não avançou |